# Història geològica de Catalunya

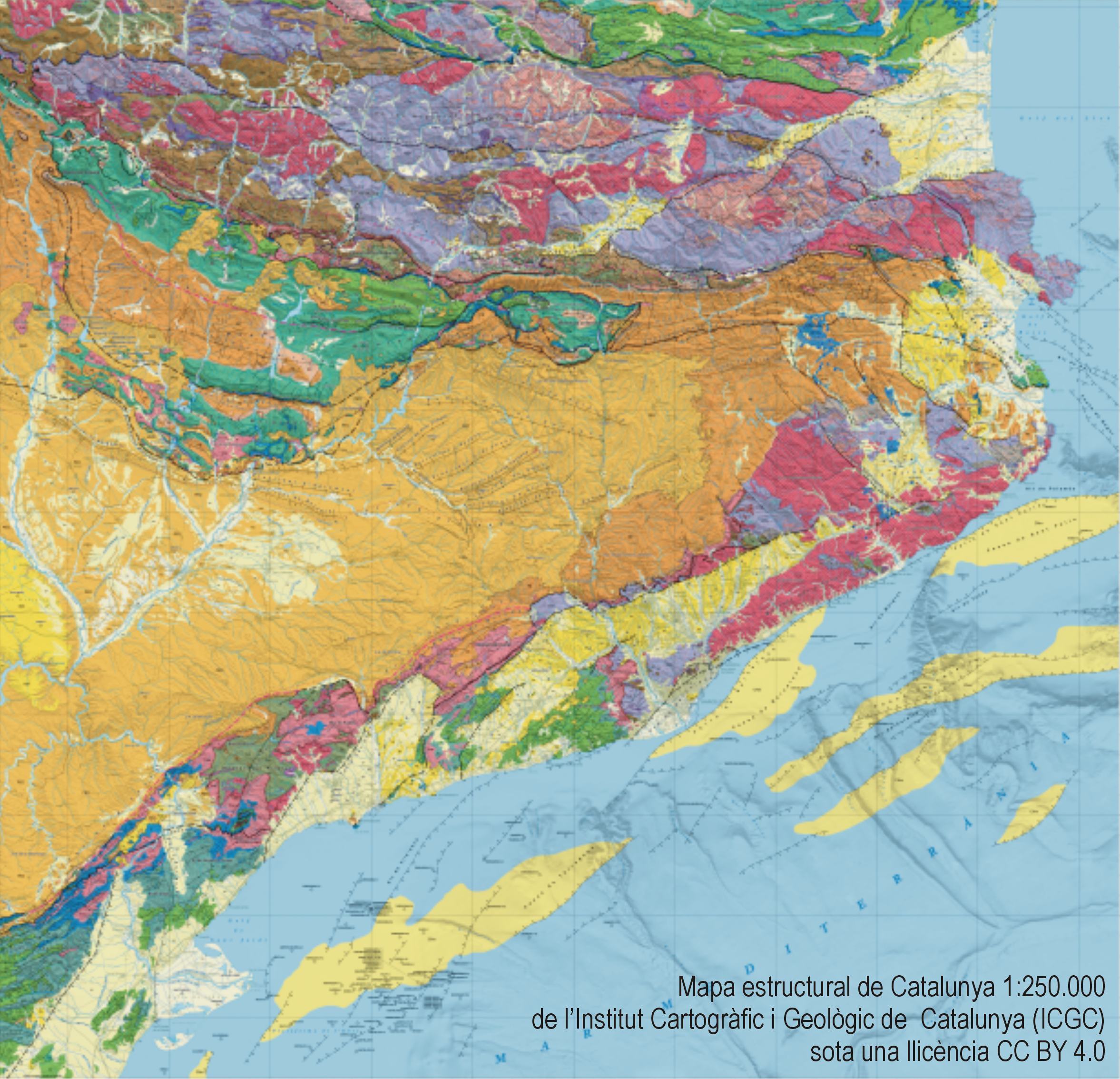
El Mapa Estructural de Catalunya 1:250.000, de l'Institut Cartogràfic i Geològic de Catalunya (ICGC), mostra les principals unitats estructurals del relleu de Catalunya, plecs, falles, discordances, bassaments i límits i la seva correspondència amb els temps geològics.

La història geològica de Catalunya és la història geològica del territori resultant i actualment constituït pel relleu de tres grans dominis o unitats: la Serralada Pirinenca, la Depressió Central (formant part de la depressió geològica de l'Ebre) i el Sistema Mediterrani Català. L'aixecament, fa milions d'anys, d'aquestes dues serralades principals ha permès l'aflorament actual de roques de diferent edat i naturalesa (roques ígnies, sedimentàries i metamòrfiques) d'estructures directament relacionades amb la formació d'aquestes serralades i altres estructures relictes de processos geològics anteriors.

## Situació geogràfica
Catalunya està situada a l'extrem nord-oriental de la península Ibèrica. Els Pirineus i el Sistema Mediterrani Català (Serralades Litoral i Prelitoral) estan formats per un sòcol paleozoic i una cobertera mesozoica. Ambdues serralades tanquen o limiten la part nord-oriental de la Depressió Central o de l'Ebre. Aquesta depressió està reblida amb sediments paleògens procedents de l'erosió dels joves relleus (orogènesi alpina) que l'envolten. A l'inici del Miocè, una fase tectònica extensional va originar, tant als Pirineus com al Sistema Mediterrani Català, petites fosses; la més important de les quals és la del Vallès-Penedès.

## Les roques
Les roques més antigues que es troben a la Terra tenen més de 4.000 milions d'anys, però a Catalunya la història geològica, tal com es pot seguir al registre de les roques que s'hi troben, remunta a fa uns 550 milions d'anys, al Paleozoic. Als Pirineus i al Sistema Mediterrani apareixen roques metamòrfiques (pissarres i esquistos), batòlits granítics i calcàries del Devonià, com a basament, recobertes per roques sedimentàries mesozoiques, gresos i guixos. Al llarg de les conques que s'han format en aquestes unitats hi trobem lutites, margues i conglomerats del Miocè i Pliocè. La Depressió Central presenta principalment lutites, gresos i conglomerats del Mesozoic, on els rius procedents dels Pirineus han excavat grans valls i conques d’erosió. Calcàries, margues i guixos completen la litologia d’aquesta àrea.

## Estructura i tectònica de les principals unitats del relleu

### La Placa Ibèrica
Pàgina principal: Geologia de la península Ibèrica

Estructures geològiques de l'orogènia herciniana/varisca a la península Ibèrica.

La Península Ibèrica és la part emergida d'una antiga placa tectònica, la Placa Ibèrica. De dimensions modestes, la Placa Ibèrica és situada al nord de la Placa Africana i actualment és soldada a la Placa Europea. La seva configuració geològica és el resultat de les interaccions d'aquestes dues plaques majors des de fa uns 200 Ma, és a dir, durant el cicle Alpí.
Els Pirineus, que uneixen la península amb el continent europeu, són el resultat de la col·lisió entre les plaques continentals d'Ibèria i d'Europa i conserven el registre sedimentari i tectònic de la història dels marges d'ambdues.
La Serralada Litoral Catalana i la Serralada Ibèrica reflecteixen l'acostament entre la Placa Africana i la Ibèrica.
La Conca de l'Ebre és la depressió que s'estén entre la Serralada Pirinenca, la Serralada Prelitoral Catalana i la Serralada Ibèrica i emmagatzemà en els sediments que la rebleixen el registre dels principals esdeveniments que tingueren lloc durant la formació del conjunt de les cadenes de muntanyes que la delimiten. Per llevant, el Sistema Mediterrani (el conjunt de les serres i depressions costeres) ha enregistrat l'obertura del Solc de València i del Golf del Lleó. Aquest context geodinàmic particular ha determinat i detenmina encara, l'extraordinària diversitat geològica de la Península Ibèrica.
Els trets geològics de la Península Ibèrica resulten de la superposició de tres grans cicles orogènics:
- el cicle Cadomià, que es desenvolupà des de fa 750 Ma fins fa 480 Ma.[7]
- el cicle Hercinià (o Varisc), que s'inicià fa 480 Ma i finalitzà fa 250 Ma.
- el cicle Alpí, el qual començà fa 250 Ma i continua a l'actualitat.

Aquests cicles són lligats a la formació i la posterior fragmentació de dos grans supercontinents: Gondwana i Pangea, formats per la soldadura de fragments continentals inicialment separats, originant-se serralades amb relleus importants. Més tard es produï la fragmentació i la deriva continental.

### Pirineus
Pàgina principal: Pirineus

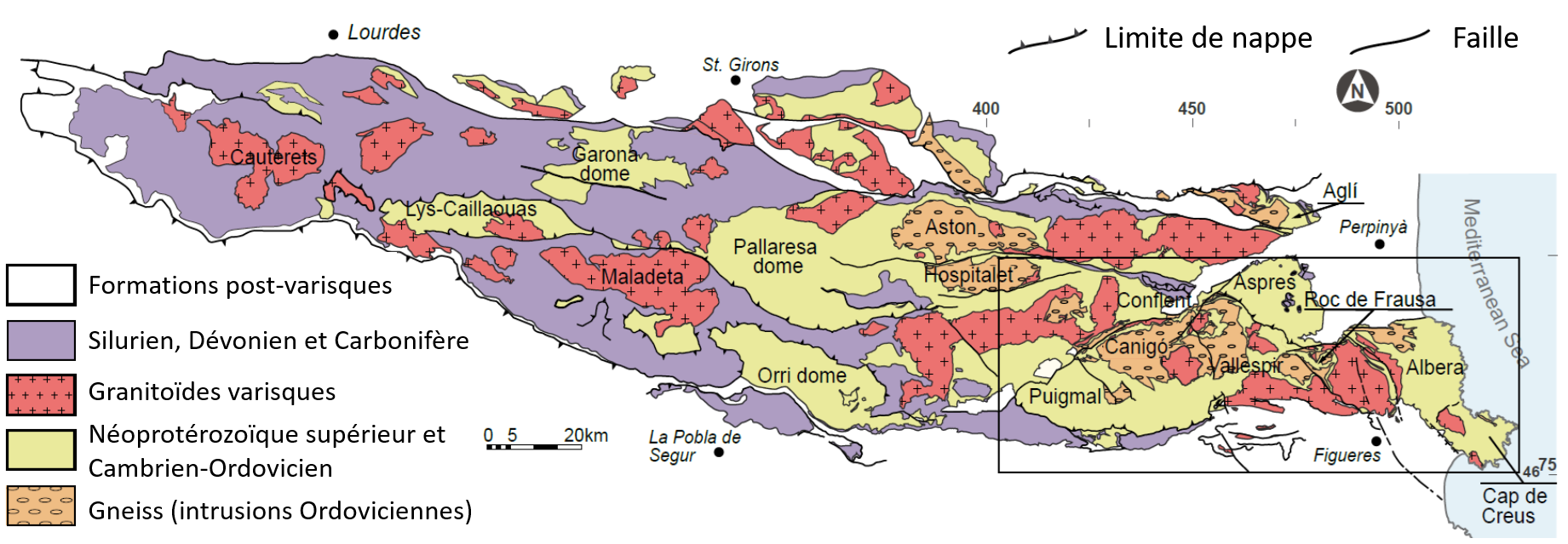
Imatge: detall de la zona axial dels Pirineus (àrea central i oriental llevat del massís de les Corberes) [https://revistes.ub.edu/index.php/GEOACTA/article/view/GeologicaActa2018.16.4.1/23929 Ediacaran-Lower Ordovician stratigraphic framework of the Pyrenees

Els Pirineus constitueixen avui un límit de placa fòssil. Durant el Mesozoic, l'àrea pirinenca va tenir una extensió i aprimament cortical, vulcanisme, desenvolupament de conques sedimentàries i separació entre Iberia i Europa. Posteriorment, fa 85 Ma, des del Cretaci final i durant més de 60 Ma fins al Miocè inferior, la convergència obliqua, col·lisió i subducció d'lberia sota la placa euroasiàtica va causar deformació de les conques sedimentàries estratificades, involucrat el substrat varisc infrajacent, i es van elevar fins als actuals 3.300 m.
Els Pirineus són una serralada de doble vergència on es distingeixen dues franges separades per la falla nord-pirinenca on es produeix la subducció d'Iberia sota la litosfera europea i on hi ha un salt de la Moho de 10-15 km amb un engruiximent de l'escorça sota de la zona axial. La superposició entre les dues plaques és moderada i gran part de l'escurçament en profunditat que s'observa als perfils sísmics, es resol mitjançant nombrosos cavalcaments intracorticals que afecten l'escorça inferior d'ambdues plaques. La franja septentrional presenta cavalcaments i plecs de materials variscs i mesozoics vergents cap al nord. A la franja meridional es distingeixen la zona axial, una antiforma asimètrica vergent cap al sud i amb immersió a l'oest composta per roques ígnies i metamòrfiques varisques que afloren també als massissos bascos de l'oest. Aquests materials variscos tenen més afinitat amb els que afloren a les cadenes costaneres catalanes, Sardenya o part dels Alps que amb els que es presenten al Massís Ibèric.
Els Pirineus no presenten magmatisme ni metamorfisme sinorogènic d'importància. Només a la falla norpirinenca es desenvolupa un metamorfisme tèrmic alpí. Cap a l'oest, aquesta falla queda poc definida. A la zona meridional o surpirinenca hi ha materials postvariscos amb estructures vergents cap al sud, que formen la cobertera de la zona axial. Al Pèrmià s'hi emplacen els magmes calcoalcalins afavorits per una tectònica tardivarisca.
Els Pirineus tenen una geologia estructural de superfície amb plecs i cavalcaments propis de nivells corticals alts. La tectònica general es va iniciar amb un episodi transpressiu i una fase final compressiva que va afectar els materials paleozoics del basament i les successions mesozoiques i terciàries. L'escorça inferior i la Moho ibèrica capbussen cap al nord per sota de l'escorça continental europea. L'engruiximent cortical es produeix per encavalcaments que afecten fins i tot el mantell, i arriba fins als 55-60 km sota la zona axial. L'estructura de l'escorça superior es defineix com un prisma orogènic de doble vergència.
L'estructura del front surpirinenc sobre la conca de l'Ebre s'estén al llarg de més de 200 km, afectant des del Triàsic mitjà fins al Miocè, amb gruixos que arriben a més de 6.000 m. Donen lloc a les anomenades serres marginals i serres exteriors. Hom pensa que la sismicitat pirinenca podria ser deguda a la reactivació d'algunes falles antigues produïdes durant l'etapa orogènica.

### Sistema Mediterrani Català
Pàgina principal: Sistema Mediterrani Català
Les serralades del Sistema Mediterrani Català constitueixen una cadena alpina, amb nucli hercínic sobre el que es desenvolupen, discordants, els materials del Mesozoic que en formen la cobertera. A moltes zones, tant els materials del nucli com els de la cobertera, estan coberts de materials terciaris (Neogen i Paleogen) de conques i fosses limitades per fractures. La zona va ser fracturada longitudinalment durant el Neogen en una sèrie de blocs que, a grans trets, dibuixen dues grans alineacions de “horsts” separats per una sèrie de fosses o “grabens” intermedis. Aproximadament a la zona central presenta un gran accident transversal, la falla d'esquinçament del Llobregat, que separa dues zones clarament diferenciades: al NE falta gairebé per complet el Mesozoic i predomina el Paleozoic; cap al SO es va desplegant progressivament el Mesozoic i a la zona del delta de l'Ebre, el Mesozoic hi aflora pràcticament complet. Les depressions estan principalment formades per afloraments de sediments quaternaris que comprenen la major extensió […] emmascarant dipòsits sedimentaris miocens que emergeixen sobre d'aquests.
Les serralades Costaneres Catalanes i Ibèrica són dues grans estructures alpines intraplaca que constitueixen dos dominis tectònics de similar edat i estil, deformació moderada, esquistositat alpina molt escassa i absència de metamorfisme excepte en llocs molt concrets. Per tot això sovint s'anomenen en conjunt com Cadena Ibèrica. Ambdues serralades tenen un basament varisc, continuació del Massís Ibèric.
El pas de la serralada Ibèrica a la Costera catalana es fa a través de l'anomenada "Zona d'Enllaç" on interfereixen les estructures ibèriques (NO-SE) i les costaneres catalanes (NE-SO), l'expressió de les quals a la part nord és un arc tectònic anomenat l'Arc de Montalbán.
La serralada Costanera Catalana forma una barrera muntanyosa que tanca la Conca terciària (Cenozoic) del riu Ebre. S'estén en direcció NE-SO, paral·lela a la costa mediterrània, des dels Pirineus (badia de Roses) fins al delta de l'Ebre, amb una longitud d'uns 250 km i uns 40 km d'amplada. Està composta per dues alineacions muntanyoses paral·leles a la costa, una enganxada al mar, anomenada Serralada Litoral, d'escassa altitud (alçades al voltant dels 600 m) i que es troba oculta sota el mar a la zona de Tarragona, i una altra més al interior, anomenada Prelitoral, on es troben les serres més elevades (Turó de l'Home, 1.712 m, Montseny). A la meitat meridional afloren alguns massissos formats per conglomerats consolidats resistents a l'erosió: Montserrat i Montsant, que superen els 1.000 m d'altitud. Ambdues serralades estan separades per diverses fosses tectòniques. La seva estructura actual es deu a la superposició de processos compressius durant el Paleogen, i distensius al Miocè.
Els materials que componen la serralada s'agrupen en dos nivells totalment diferents: un basament o sòcol varisc, amb roques precambrianes (Proterozoic) i paleozoiques, però hi destaquen les potents sèries sedimentàries del Permià superior i, sobretot, del Mesozoic i Cenozoic discordant que es van formar pel rebliment de les conques originades en els processos de rifting que van afectar Iberia durant l'obertura del Tetis. Al primer nivell es troben materials metamòrfics del Cambrià, Ordovicià i del carbonífer mitjà, molt similars a les que afloren a la zona axial dels Pirineus. Intruint-se en aquests materials paleozoics hi ha massissos granítics que representen el 60% de tot el basament. La cobertera mesozoica aflora principalment a la meitat sud de la serralada i està formada pels seus tres sistemes principals: Triàsic, Juràssic i Cretaci, on aquest últim és el dominant.
Les conques neògenes es van generar durant el període distensiu miocè de la cadena i conformen una sèrie de fosses tectòniques (El Valles, el Penedès i el Camp de Tarragona) que estan reblides de sediments detrítics solts. La depressió del Valles-Penedes és una fossa tectònica o graben formada fa 30 Ma. En el mateix període i mitjançant el mateix mecanisme també es van formar les fosses litorals que hi ha entre Barcelona i València. Aquestes fosses tectòniques van associades amb el vulcanisme i activitats termals, com a Hostalric, i al termalisme que segueix actualment, i que està lligat a l'estructura i disposició de les falles que limiten la depressió.

### Serralada transversal
Pàgina principal: Serralada Transversal
Es troba en el vorell nord-est de la conca de l’Ebre, en les proximitats de la serralada Prelitoral (Montseny). Els materials terciaris (Eocè) es disposen per sobre dels materials paleozoics a través d’una discordança erosiva. Les roques aflorants poden ser, a la part inferior de la sèrie, d’origen continental (argiles i gresos vermells), o bé d’origen marí, a la part superior (margues grises, calcàries i gresos grisos). És molt freqüent, trobar abundants fòssils marins en les calcàries, sobre tot nummulits. Les capes estan subhoritzontals o poc inclinades. L’erosió diferencial de roques dures i toves (alternança gresos i calcàries i nivells margosos) ha donat lloc a un relleu en forma d’una gran taula amb les cingleres característiques de Tavertet i del Far.

### Depressió Central: depressió de l'Ebre
Pàgina principal: Conca de l'Ebre
Comprèn una bona part de la península Ibèrica (Aragó, País Basc, Catalunya i la Rioja), però la delimitació exacta és funció del criteri que hom empri. La més coneguda és la que es basa en criteris litològics, que no coincideix exactament amb la conca hidrogràfica de l’Ebre, que inclou les capçaleres muntanyenques. […] La depressió com a tal existeix des del Terciari (Neogen i Paleogen). Durant el Paleozoic i el Mesozoic la regió morfològica actual era ocupada per un gran massís, que fou erosionat i arrodonit gradualment. Amb l’orogènia alpina, el massís s'esfondrà i esdevingué una cubeta de subsidència on s'acumularen els sediments terciaris, amb més de 2 000 m de potència, arrencats de les muntanyes circumdants. L’àrea de subsidència ocupada en un principi per les aigües marines es transformà a poc a poc en una àrea lacustre absolutament tancada. Els sediments dipositats han romàs horitzontals o subhoritzontals i són constituïts, en general, per margues, argiles, calcàries, gresos i conglomerats, aquests darrers a les vores, provinents de formacions deltaiques. En períodes d’extrema aridesa es dipositaren materials salins, explotats a Catalunya i al País Basc. El relleu actual resulta de l’acció erosiva de l’Ebre i dels seus afluents, o de la xarxa mediterrània en el sector llevantí. El cicle general de l’erosió començà quan l’Ebre s'obrí pas fins a la mar a través de la Serralada Prelitoral Catalana. Aquest fet, facilitat, sens dubte, per una sèrie de fenòmens estructurals i tectònics, resta marcat en la morfologia hidrogràfica pels meandres encaixats de l’Ebre, i afluents prop de la regió muntanyenca.
Una munió de grans relleus plans, en forma de plataformes estructurals, coronades per un mantell de calcàries miocèniques ocupen els sectors centrals; són, entre d'altres, la Bardena Negra, o la serra d’Alcubierre, el Solsonès i la Terra Alta de ponent; els relleus montserratins dels conglomerats deltaics de la perifèria, que, abundants a Catalunya (Montserrat, Sant Llorenç del Munt, Ports de Beseit, Sant Honorat), es donen també en altres indrets (Mallos de Riglos) […] Hi ha els plecs lleugerament ondulats i els fronts de ‘cuesta’ a les proximitats de les serralades perifèriques plegades en certs sectors […] (plecs diapírics guixencs o salins, plecs subpirinencs com les serres d’Almenara i de Pinós); i, finalment, afloraments del Paleozoic, com el Puig Moreno, prop d'Alcanyís, o dels materials mesozoics dels contraforts propers, quan el gruix de les capes sedimentàries disminueix. Dins el territori català la depressió és anomenada Depressió Central Catalana pels geògrafs. Cal dir, però, que les planes de Lleida (Llitera, Urgell) són en realitat una prolongació cap a l’est de la família de formes occidentals. Més a l’est, la Depressió Central s'enlaira, amb plataformes com les de la Segarra, que, pel Solsonès i el Baix Berguedà, enllaça amb el Collsacabra, considerat ja integrant de la serralada Transversal, de materials també eocènics. Més cap a migdia, els rius formen sovint conques d’erosió dins els materials menys durs (Plana de Vic, Conca d’Òdena i Conca de Barberà, excavades per rius de la depressió prelitoral; Lluçanès, Moianès, Bages i Terra Alta de llevant, sense aquest caràcter marginal).
A criteri del geòleg Dr. Josep M. Perelló-Mata, a Catalunya, i en altres indrets, s'hauria d'aplicar el concepte: "depressió geològica de l'Ebre" per a designar la totalitat de la conca de sedimentació situada entre la Serralada Pirinenca, al Nord, i el Sistema Iberic-Sistema Mediterrani, al Sud, prescindint de la seva localització geografica i atenent solament al criteri geologic.

## Principals esdeveniments geològics
| Eó          | Era                                      | Període                                  | Època/Sèrie                              | Ma                      | esdeveniment/orogènia |
| ----------- | ---------------------------------------- | ---------------------------------------- | ---------------------------------------- | ----------------------- | --- |
| Fanerozoic  | Cenozoic                                 | Neogen                                   | Holocè                                   | 0,0117                  | Nivell de la mar gairebé estabilitzat. Canvis en el paisatge per l'acció antròpica. El delta de I’Ebre assoleix la seva extensió màxima. |
| Fanerozoic  | Cenozoic                                 | Neogen                                   | Plistocè                                 | 1.806 ± 0.005           | Període de calma relativa, trencada puntualment per les erupcions volcàniques localitzades a la zona nord-oriental. La península Ibèrica adquireix els trets geogràfics actuals. Èpoques glacials i interglacials. |
| Fanerozoic  | Cenozoic                                 | Neogen                                   | Pliocè                                   | 5.332 ± 0.005           | Es restableix la connexió entre l’Atlàntic i la Mediterrània. Invasió de les aigües marines en les fosses tectòniques properes a la costa. |
| Fanerozoic  | Cenozoic                                 | Neogen                                   | Miocè                                    | 23.03 ± 0.05            | Crisi Messiniana. La conca de l'Ebre passa de ser endorreica a desembocar al Mediterrani. Generació de fosses tectòniques a l'àrea oriental pininenca. Descens del nivell del Mediterrani de fins a 1.500-2.000 metres per sota de l'actual nivell del mar. Final de l'orogènia alpina. |
| Fanerozoic  | Cenozoic                                 | Paleogen                                 | Oligocè                                  | 33.9±0.1                | La Conca de l'Ebre era una extensa badia que s'obria cap a l'Atlàntic pel Golf de Biscaia i progressivament, s'anava omplint de sediments. A les desembocadures dels rius que drenaven el SMC es formaren ventalls al·luvials costers i deltes. Continua l'orogènia alpina. |
| Fanerozoic  | Cenozoic                                 | Paleogen                                 | Eocè                                     | 55.8±0.2                | La Conca de l'Ebre limitava a l'est amb el Sistema Mediterrani Català, quedava desconnectada de l'Oceà de Tetis. Els Pirineus eren un seguit d'illes arrenglerades d'est a oest. Continua l'orogènia alpina. |
| Fanerozoic  | Cenozoic                                 | Paleogen                                 | Paleocè                                  | 65.5±0.3                | La mar envaïa les terres baixes. A l'àrea pirinenca, per efecte de la col·lisió entre les plaques, es produeix l'apilament tectònic progressiu de materials del sòcol i de les antigues conques sedimentàries. Inici de l'orogènia alpina. |
| Fanerozoic  | Mesozoic                                 | Cretaci                                  | 99.6±0.9 145.5 ± 4.0                     | 99.6±0.9 145.5 ± 4.0    | Al Cretaci inferior, l'obertura de l'Oceà Atlàntic cap al nord va produir la separació definitiva de la Placa Nord-americana de la Ibèrica i l'Europea. Al final del Cretaci, la Placa Ibèrica era completament individualitzada de les plaques circumdants. Tercera gran extinció d'espècies al final d'aquest període. |
| Fanerozoic  | Mesozoic                                 | Juràssic                                 | 161.2 ± 4.0 199.6 ± 0.6                  | 161.2 ± 4.0 199.6 ± 0.6 | L'àrea emergida del Massís Ibèric havia assolit una superfície propera a la de l'actual Península Ibèrica. |
| Fanerozoic  | Mesozoic                                 | Triàsic                                  | 228.0 ± 2.0 251.0 ± 0.4                  | 228.0 ± 2.0 251.0 ± 0.4 | Inici de la fragmentació de Pangea. Obertura de fractures o valls riftianes a la futura àrea pirinenca i, més important, a l'àrea ocupada actualment pel Sistema Bètic.Fractures que afavorien l'ascensió de masses de roques volcàniques i subvolcàniques bàsiques. |
| Fanerozoic  | Paleozoic                                | Permià                                   | 260.4 ± 0.7 299.0 ± 0.8                  | 260.4 ± 0.7 299.0 ± 0.8 | Al final del Carbonífer i principis del Permià, els relleus creats durant l'orogènia herciniana es trobaven sotmesos a una intensa erosió. L'activitat volcànica era notable a l'àrea pirinenca. Cap a la fi del Permià, fa uns 250 Ma, grans àrees de pangea havien quedat reduïdes per l'erosió a planes extenses, el que s'anomena peneplanes. Finalització de l'orogènia herciniana o varisca. Segona gran extinció d'espècies al final d'aquest període. |
| Fanerozoic  | Paleozoic                                | Carbonífer                               | 306.5 ± 1.0 359.2 ± 2.5                  | 306.5 ± 1.0 359.2 ± 2.5 | Inici de l'orogènia herciniana o varisca. El xoc de les plaques de Lauràsia i Bàltica (al nord) amb Gondwana (al sud) per formar el supercontinent Pangea donarà lloc a l'orogènesi herciniana o varisca que plegarà i aixecarà tots els materials que formaran el Massís de l'Ebre(a l'actual Depressió Central) i el Massís Catalanobalear. |
| Fanerozoic  | Paleozoic                                | Devonià                                  | 385.3 ± 2.6 416.0 ± 2.8                  | 385.3 ± 2.6 416.0 ± 2.8 | Durant el Devonià i part del Carbonífer es dipositaren carbonats de plataforma marina, molt rics en fauna (cefalòpodes, trilobits, coralls, peixos i d'altres organismes). Al final del Silurià i durant el Devonià la sedimentació passà a ser de calcàries, més pròpia de condicions de plataforma continental. |
| Fanerozoic  | Paleozoic                                | Silurià                                  | 418.7 ± 2.7 443.7 ± 1.5                  | 418.7 ± 2.7 443.7 ± 1.5 | Durant el Silurià s'arriba a la màxima extensió de la mar de tot el Paleozoic produint mars poc profundes on va proliferar la fauna siluriana. Al fons d'aquest oceà s'hi van dipositar durant el període Silurià els sediments més antics que es troben actualment, en forma de pissarres. |
| Fanerozoic  | Paleozoic                                | Ordovicià                                | 460.9 ± 1.6 488.3 ± 1.7                  | 460.9 ± 1.6 488.3 ± 1.7 | A finals de l'Ordovicià s'esdevingué un període d'emersió, durant el qual se sedimentaren dipòsits detrítics i es registrà una intensa activitat volcànica. A la fi d'aquest període, tingué lloc la primera gran extinció, en la qual desapareixerien el 85% de les espècies. |
| Fanerozoic  | Paleozoic                                | Cambrià                                  | 501.0 ± 2.0 542.0 ± 1.0                  | 501.0 ± 2.0 542.0 ± 1.0 | A la primera meitat del Paleozoic, les terres de Catalunya es trobaven submergides sota l'oceà de Tetis i la línia de costa es trobava molt allunyada cap al centre i nord d'Europa. La informació sobre la història geològica de la porció de la Placa Ibèrica que actualment ocupa Catalunya es remunta, com a mínim, a 550 Ma. |
| Proterozoic | Neo-proterozoic (Cicle orogènic Cadomià) | Neo-proterozoic (Cicle orogènic Cadomià) | Neo-proterozoic (Cicle orogènic Cadomià) | 560-580                 | Del cicle Cadomià pràcticament no en resten vestigis; se sap però que ara fa entre 650 i 600 Ma es formà el supercontinent, anomenat Gondwana. Les roques més antigues datades fins ara als Pirineus són roques volcàniques i plutòniques dels darrers estadis d'aquest cicle. Molt probablement hi ha roques sedimentàries anteriors, l'edat de les quals es desconeix.                                                                                      |

##### Eons, eres, períodes i èpoques
Article principal: Taula dels temps geològics
La taula dels temps geològics s'utilitza en geologia per descriure i relacionar esdeveniments de la història de la Terra. S'estima que la Terra té al voltant de 4.570 Ma. La taula dels temps geològics està organitzada en períodes, normalment anomenats a partir d'esdeveniments geològics o paleontològics rellevants. Les antigues nomenclatures, sobretot les de les eres Primària, Secundària, Terciària i Quaternària, han estat abandonades en favor de subdivisions més precises i rigoroses. La taula usa les dades i nomenclatura proposats per la Comissió Internacional d'Estratigrafia. La versió catalana segueix les recomanacions fetes per l'Institut Cartogràfic i Geològic de Catalunya.

## El Cenozoic
El Cenozoic és la darrera era geològica i abraça els darrers 65 milions d'anys. Comença amb moments de sedimentació, durant el Paleocè i l'Eocè, però ben aviat tornà a haver-hi forts trasbalsaments en l'escorça terrestre que modificaren totalment l'organització del relleu. fou el cicle orogènic alpí, que ja s'havia iniciat durant el Mesozoic amb més o menys intensitat.

### Neogen

#### Holocè
La progressiva disminució dels casquets polars, provocà un augment del nivell del mar que negà les terres baixes costaneres i les antigues planes dels deltes. Quan s'inicia l’Holocè, ara fa 11.500 anys (període geològic actual), el nivell de la mar s'havia anat estabilitzant i era uns 2 metres per damunt de la cota actual (Msnm). Bona part de les planes de l'Empordà, del Besòs, del delta del Llobregat i del delta de l’Ebre van quedar submergides. Eren badies de poca fondària, envoltades de terres baixes al·luvials, de les quals n'emergien alguns illots. Cap a l’any 1000 a.C., Els sediments aportats pels rius havia fet augmentar considerablement les àrees emergides i el paisatge dominant era d'aiguamolls i terres baixes pantanoses. A la vora dels assentaments humans, a la perifèria d’aquelles planes i també sobre alguns illots, es desenvolupava l’agricultura i la ramaderia.
Ja en temps històrics, les planes litorals de l’Empordà, del Baix Llobregat i de l’Ebre havien crescut amb els al·luvions aportats pels rius, de manera que, cap a l’any 50, la línia de costa era molt pròxima a l’actual. Durant l'Edat Mitjana, i pels conflictes polítics i militars entre nobles veïns, alguns rius com el Ter en el seu tram baix, foren repetidament desviats. A les àrees de muntanya, amb fort pendent, l’activitat humana va deixar empremta en el paisatge en forma de bancals i terrasses de conreu. Al segle xvii, la desforestació de grans àrees de bosc va afavorir l'augment les aportacions dels rius produiïnt un increment de la superfície emergida a les planes deltaiques i costaneres. El delta de I’Ebre assoleix la seva extensió màxima a la primera dècada del segle xx. D'aleshores, per causa de la retenció de materials en els embassaments construïts, el volum de sediments es manté constant. Ara els sediments són redistribuïts per l’acció dels corrents marins de deriva litoral, les onades i les marees. Durant la resta del segle XX el paisatge de Catalunya ha evolucionat amb pocs canvis, gairebé tots ho han estat per l’acció antròpica fins a assolir l’aspecte actual.

#### Plistocè

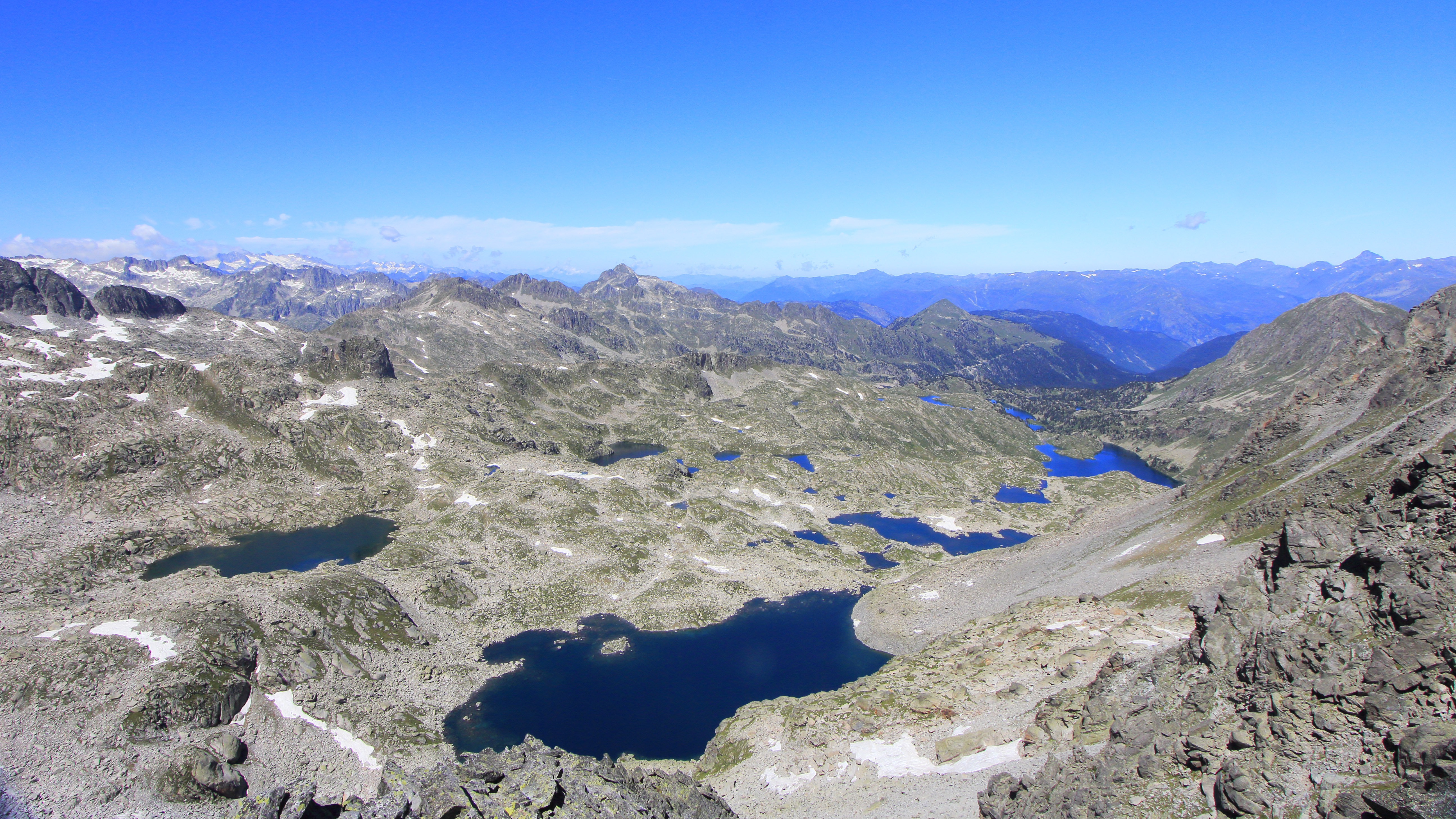
Les èpoques glacials i interglacials van afectar àmplis sectors del Pirineu axial. A la imatge el Circ de Colomèrs.

Durant el Plistocè, la Península Ibèrica adquireix els trets geogràfics que li han conferit l’aspecte actual. Des del punt de vista de la geodinàmica interna, a partir de finals del Pliocè, fa uns 2 Ma, començà un període de calma relativa, trencada puntualment per les erupcions volcàniques localitzades a la zona nord-oriental de Catalunya. Climàticament, és una època amb molta variabilitat. Després d’un temps de clima benigne, de des de finals del Pliocè fins a mitjan Plistocè, ara fa uns 900.000 anys, hi va haver cinc glaciacions espaiades per intervals de clima més càlid o "períodes" interglacials. Durant les èpoques glacials les precipitacións de neu superaven la fusió estival i s'acumulaven grans quantitats de glaç en els casquets polars i a les zones amb relleu més elevat.[…] amb una davallada del nivell de la mar desenes de metres per sota del nivell actual. Per això els rius s'encaixaven fortament en el relleu dipositant a les desembocadures, graves i arenes en forma de ventalls costers i deltes. A les zones més altes dels Pirineus es formaven circs i glaceres de vall que acumulaven i transportaven blocs i fragments de roca fins a les seves morenes, alhora que n'erosionaven els seus llits, conferint-los la típica secció en "U" de les valls d’origen glacial. A les àrees amb forts pendents pròximes a les glaceres (zones periglacials), el procés constant de congelació-fusió de l’aigua intersticial de les roques i de l’aigua retinguda en esquerdes i diàclasis, provocava la fragmentació mecànica i l'acumulació dels blocs i cairells als peus dels vessants formant tarteres i cons de dipòsits de vessant característics.
Durant les èpoques interglacials, es fonia una gran part del glaç dels casquets polars, el nivell de la mar ascendia i els rius dipositaven els sediments a les vores dels seus llits. Lluny de les àrees glacials, els canvis climàtics produïen la formació de sòls i crostes carbonatades damunt dels sediments al·luvials i l’acumulació periòdica de sediments fins com el loess.
A les zones amb afloraments extensos de roques carbonàtiques, de conglomerats amb els còdols i el ciment carbonàtic o d'altres roques solubles en aigua o en àcid carbònic, es desenvolupaven processos de carstificació que originaren sistemes de cavernes, avencs i dolines. Algunes dolines van evolucionar, en aquell temps, cap a veritables àrees lacustres. A les eixides dels sistemes càrstics, les aigües saturades en carbonat càlcic sedimentaven i, en alguns casos, continuen sedimentant actualment, els precipitats i les incrustacions carbonàtiques que produeixen els travertins. Els canvis del nivell de base, juntament amb l’acció combinada de dissolució química i l'abrasió mecànica, provocaren que, en travessar zones constituïdes per carbonats, els cursos fluvials s'encaixessin en el relleu formant estrets i congostos profunds. Així, durant el Plistocè, l’encaixament de la xarxa de drenatge generava uns buits potencials que tendien a reblir-se. La reiteració de tots aquests processos, va afavorir la formació de terrasses i ventalls al·luvials esglaonats, el solc dels congosts fluvials, la formació de plataformes d’abrasió marines, l’establiment de la xarxa fluvial gairebé tal com la coneixem avui dia i la definició dels trets bàsics i les formes del paisatge actual.

#### Pliocè
A l’inici del Pliocè, fa uns 3 Ma, es restableix la connexió entre l’Atlàntic i la Mediterrània que s'havia recuperat i ascendit uns 100 metres per damunt del nivell actual. Això va produir una nova invasió de les aigües marines en les àrees de les fosses tectòniques properes a la costa, creant una mar soma. A les desembocadures d’alguns rius es formaren petits deltes (de tipus Gilbert) molt característics del Pliocè de la Mediterrània. A les vores de la depressió intermontana de la Selva, hi hagué efusions volcàniques basàltiques de certa importància.

#### Miocè
La crisi messiniana, fa uns 7 milions d’anys, afectà de ple tota la conca mediterrània i les terres emergides que l’envoltaven per l'assecament de la mar Mediterrània. La major part de l’àrea va esdevenir un salí gegantí establert a centenars de metres per sota del nivell de l'Atlàntic. La crisi de salinitat messiana (MSC per l'acrònim en anglès) constitueix un esdeveniment excepcional a la mediterrània. ara fa 5,97-5,33 milions d'anys. Aquest fenomen es va caracteritzar, principalment, per un important aïllament de l'oceà Atlàntic, a conseqüència del qual es van dipositar grans quantitats d'evaporites (sals i guixos) als fons marins i es va produir una erosió important de les zones marginals. S'hauria pogut produir un descens del nivell del Mediterrani de fins a 1.500-2.000 metres sota l'actual nivell del mar.
El canvi radical del nivell de base provocà que els rius llauressin profundament sobre les antigues plataformes marines i que l’erosió que produïen a les seves capçaleres progressés en direcció cap al continent. Probablement fou llavors que les capçaleres d’alguns dels torrents que drenaven els relleus del Sistema Mediterrani Català cap a la Mediterrània, van arribar a la Conca de l’Ebre, capturant cursos fluvials de la conca i produint noves conques hidrogràfiques, les del Ter, el Llobregat, el Francolí i l’Ebre. A partir d’aquell moment, l’antiga conca interior sota els Pirineus deixava de ser una conca endorreica i passava a ser tributària de la conca mediterrània. Els sediments eocens i oligocens dipositats a la Conca de l’Ebre durant l’edificació de les cadenes de muntanyes que la delimitaven començaren a ser erosionats i a convertir-se en l’àrea font de bona part dels materials que rebleixen el Golf de València i la plana abissal del golf del Lleó.
Cap a finals de l'Oligocè i principis del Miocè, fa uns 25 Ma, el procés de col·lisió entre les plaques Ibèrica i Europea ja havia acabat. Els Pirineus, el Sistema Mediterrani Català i la Serralada Ibèrica ja tenien la mateixa estructura de plegament actual i els sediments que formaven els antics ventalls al·luvials al peu dels fronts muntanyosos dels Pirineus, ja s'havien plegat en espectaculars discordances progressives. La Conca de l'Ebre es mantenia en un règim endorreic amb la zona oriental, o Conca Central Catalana, totalment reblerta i ocupada per una gran plana al·luvial que drenava cap a l'oest, on es mantenien les condicions lacustres. A l'est, l'antic golf de Tetis havia quedat gairebé desconnectat de l'oceà i es formà una mar interior, la Paleomediterrània.
L'acabament del procés de col·lisió entre les plaques Ibèrica i Europea produï que, a partir de l'Oligocè superior, la convergència entre Àfrica i Euràsia s'accentués més al sud, al límit entre les plaques Ibèrica i Africana. Es desenvolupava un sistema de falles en un context geodinàmic extensional que progressava per l'interior de la Placa Europea, de nord a sud, formant valls riftianes a les actuals valls del Rin i del Roine. Aquesta nova situació originà una sèrie d'esdeveniments que havien de determinar la resta dels trets geològics bàsics que configuren l'actual àrea nord-oriental de la Placa Ibèrica.
Les falles formades a la Cadena Costera Catalana simultàniament amb la formació dels Pirineus, actuaren en el nou context tectònic generaren profundes fosses tectòniques paral·leles, o també esbiaixades, a l'actual línia de costa. A l'extrem oriental de la Conca de l'Ebre, també es desenvoluparen sistemes de falles normals, si bé en direcció NW-SE. L'evolució dels sistemes de fractures provocà primer l'aprimament de l'escorça continental i la fragmentació de l'extrem oriental de la Placa Ibèrica. Així, el bloc format per Còrsega, Sardenya i les Balears, es trencà i va començar a derivar cap a l'est, en formar-se escorça oceànica al golf del Lleó i al Solc de València. D'aquesta manera començava, fa uns 20 Ma, la formació de l'actual Mediterrània occidental. Llavors, les fosses recentment formades a la Cadena Costera Catalana i a l'extrem oriental dels actuals Pirineus van quedar connectades amb la incipient Mar Mediterrània.
Al final del Miocè, a l'àrea pirinenca oriental, es va generar un nou sistema de fosses tectòniques que tallà totes les estructures de plegament i d'encavalcament que s'havien format amb anterioritat. Es van delimitar petites conques sedimentàries intramuntanyenques. En les conques de la Seu d'Urgell i la Cerdanya i es van formar sistemes de ventalls al·luvials, amb àrees pantanoses i lacustres, en un règim endorreic, on es dipositaven sediments fins i torbes. A l'extrem oriental de la Conca de l'Ebre, ara fa uns 10 Ma, es registra l'inici d'un episodi eruptiu bàsic a favor de les falles orientades NW-SE que delimiten la fossa de l'Empordà. De l'activitat volcànica, en resten les colades basàltiques.

### Paleogen

#### Eocè i Oligocè

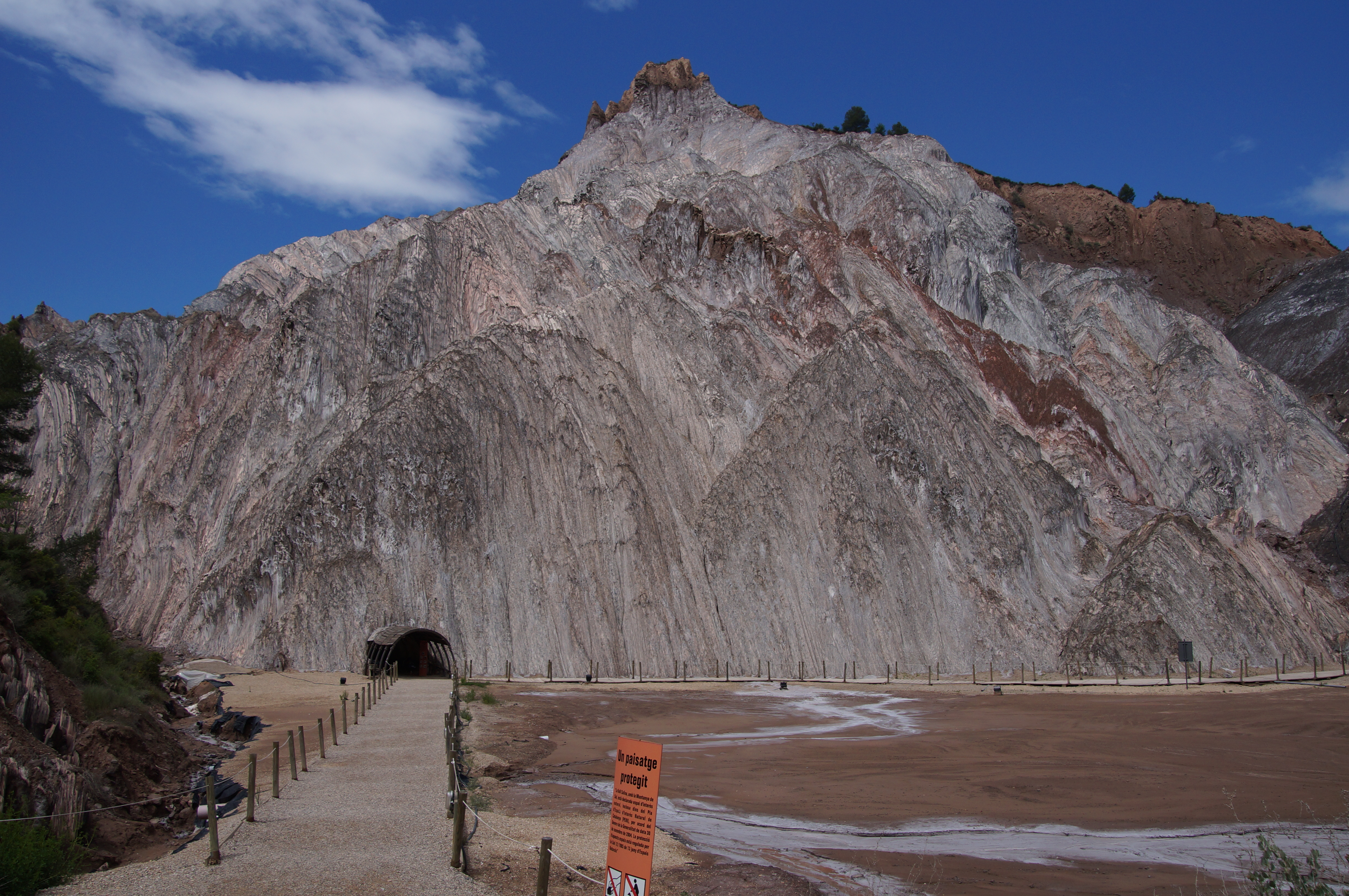
Muntanya de sal de Cardona. Els dipòsits salins de Cardona pertanyen a l'anomenada conca potàssica catalana i forma part del conjunt de materials evaporítics que es van dipositar a la conca de l'Ebre durant l'Eocè superior.

A mitjan Eocè, fa uns 47 Ma, els Pirineus eren un seguit d'illes arrenglerades en direcció est-oest, emergint entre les aigües que cobrien les conques interiors d'Aquitània, al nord, i de l'Ebre, al sud. La Conca de l'Ebre era una extensa badia que s'obria cap a l'Atlàntic pel Golf de Biscaia i limitava a l'est amb el Sistema Mediterrani Català desconnectada de l'Oceà de Tetis. Flanquejant la Conca de l'Ebre es desenvolupava una plataforma marina detrítica i a les desembocadures dels rius que drenaven l'àrea del SMC es formaren ventalls al·luvials costers i deltes, les restes dels quals són les muntanyes de Montserrat i Sant Llorenç del Munt. El clima, la circulació de les aigües i la resta de condicionants paleoambientals, afavoriren que aquelles plataformes fossin colonitzades per foraminífers de vida bentònica típics de l'Eocè mitjà, els nummulits.
Progressivament, la Conca de l'Ebre s'anava omplint de sediments. Al final de l'Eocè, fa uns 37 Ma, era desconnectada amb la mar oberta pel Golf de Biscaia, i tenia un règim pràcticament endorreic que afavoria l'evaporació. Aquest fet va determinar que a les àrees centrals de la conca s'hi dipositessin grans quantitats de sals. […] Alhora, les estructures tectòniques que es formaven com a conseqüència de la col·lisió entre Ibèria i Europa prosseguien, estenent-se cap a l'interior de la Conca de l'Ebre. L'espai ocupat per la Conca de l'Ebre s'anava reduint progressivament i l'àrea emergida de les cadenes de muntanyes en formació creixia, augmentant els materials erosionats, arrossegats i transportats cap a la conca. A principis de l'Oligocè a les zones centrals de la conca de l'Ebre, més allunyades dels fronts muntanyencs, es desenvolupaven pantans i àrees lacustres on s'hi dipositaven margues, carbonats, guixos i sovint també, torbes […] A les desembocadures dels rius que arribaven en aquells llacs s'hi edificaven petits deltes. Possiblement, les zones centrals de l'actual àrea catalana de la Conca de l'Ebre recordaven aspectes el de la sabana africana actual, amb llacs poc profunds envoltats de vegetació i àrees temporalment entollades.

##### Paleocè
Durant el Paleocè les condicions ambientals van ser força similars a les de la fi del Cretaci, amb predomini de la sedimentació continental, al·luvial o lacustre. A l'àrea pirinenca, l'apilament tectònic progressiu de materials del sòcol i de les antigues conques sedimentàries, produït a l'Eocè per efecte de la col·lisió entre les plaques, significava una càrrega enorme sobre les seves vores. Això va provocar que la litosfera de les zones vora les muntanyes en formació s'inflexionés i es generaren àrees deprimides topogràficament a ambdós costats i paral·lelament de la cadena de muntanyes: les anomenades conques d'avantpaís, que foren immediatament envaïdes per la mar.
Bona part de l'àrea pirinenca, del Massís de l'Ebre i de l'actual Cadena Costera passen a ser plataformes marines de poca fondària on es dipositaven sediments predominantment carbonàtics. Els foraminífers característics d'aquesta època són les alveolines […] A les desembocadures dels rius que drenaven les àrees emergides s'hi formaven deltes.
A l'àrea pirinenca es generaren sistemes de plecs i mantells de corriment que invertiren i exhumaren les antigues conques sedimentàries, les quals foren desplaçades tectònicament cap al sud al vessant ibèric. EI procés de col·lisió entre la Placa Ibèrica i la Placa Europea assoliria el seu moment culminant cap a finals de l'Eocè i inicis de l'Oligocè, fa aproximadament entre 35 i 30 Ma.
Paral·lelament a la formació dels Pirineus, al llarg de l'Eocè i l'Oligocè, la deformació que patia el marge de la Placa Ibèrica es transmeté cap al seu interior. Així, determinades àrees d'intraplaca, que prèviament s'havien vist sotmeses a extensió durant el Triàsic, el Juràssic i el Cretaci inferior, ara eren deformades compressivament. Això originà la formació de les cadenes Ibèrica i Costera Catalana. El resultat de tots aquests esdeveniments fou que l'àrea compresa entre els Pirineus, la Cadena Ibèrica i la Cadena Costera Catalana, l'antic Massís de l'Ebre, desaparegué com a àrea emergida i subministradora de sediments, i passà a ser el sòcol de la conca d'avantpaís generada al sud de l'àrea pirinenca: la Conca de l'Ebre, receptora dels sediments procedents de l'erosió de les muntanyes que s'anaven formant i que començaven a emergir.

#### Paleogen-Cretaci (transició del Mesozoic al Cenozoic)
A finals del Cretaci i principis del Paleogen, es produeix la col·lisió entre la Placa Ibèrica i la Placa Europea. Ara fa uns 65 Ma la major part de la Placa Ibèrica, incloent Còrsega i Sardenya, era emergida i sotmesa a una intensa erosió. L'antiga connexió entre l'Oceà de Tetis i el Golf de Biscaia al llarg de la zona pirinenca havia quedat interrompuda per l'emersió de l'àrea oriental. Una gran part d'aquelles zones recentment emergides eren terres baixes i a la vora del marge septentrional d'Ibèria eren recobertes de grans planes al·luvials. En aquelles terres baixes també hi havia aiguamolls i llacs poc profunds on es dipositaven torbes i carbonats; per aquelles zones pantanoses hi van deambular alguns dels darrers dinosaures que van poblar la Terra. El conjunt d'aquests sediments s'anomena fàcies garumnianes, fàcies que marquen el límit entre el Mesozoic i el Cenozoic, quan s'extingueixent el 75% de les espècies terrestres i marines.

### Oservacions geològiques del Cenozoic a Catalunya

##### Fossa de la Cerdanya
El rebliment miocènic de la fossa de la Cerdanya inclou una sèrie de sediments fins de color gris, que enregistren el desenvolupament d'un llac profund a l'extrem sud de la depressió, on destaca l'aflorament situat entre Pi i Bellver de Cerdanya […] En aquests sediments s'hi troben restes de vegetals molt ben preservades i nòduls d'anapaïta, un fosfat que només es troba a la Cerdanya i a pocs altres llocs del món. Es tracta d'un dels pocs exemples a Catalunya de dipòsits sedimentats en un llac relativament profund, i plens de restes fòssils.

##### Mines de petroli de Riutort
L’objectiu de la mina de Riutort era l’explotació de les margues de la formació Armàncies. Aquestes margues són d’edat Cuisià superior i formen part de la sèrie eocena de més de 4.000 m de potència del mantell del Cadí. La formació Armàncies són margues i margocalcàries noduloses amb nombrosos plecs de tipus gravitacionals, dipositades en un ambient de talús continental. Estan situades per damunt de la Fm. Corones i per sota de la Fm. Campdevànol i poden tenir una potència al voltant dels 1.000 m. La unitat inferior es caracteritza per tenir una gran abundància de matèria orgànica amorfa i algal, la qual cosa la fa una de les millors roques mares del Pirineu.

##### La muntanya de sal de Cardona i la vall del Cardener
La conca de l’Ebre té el seu origen en la depressió que durant part del terciari es reomplí pels sediments que provenien dels relleus que la limitaven, que eren els Pirineus, els Catalànids i la Serralada Ibèrica al N, SE i SE, respectivament. Els sediments que reompliren aquesta conca eren, principalment, graves, sorres, lutites i sals que van donar lloc a les roques que actualment s'hi troben: conglomerats, gresos, lutites i evaporites, respectivament. En el rebliment de la conca s'hi reconeixen tres episodis que, a la part sud-est de la conca: l'episodi continental inicial, d'edat bàsicament paleocena composta per l’anomenat Grup Pontils; l'episodi marí intermedi, al final del qual es sedimentaren les formacions evaporítiques conegudes com a Guixos d'Òdena i Sals de Cardona; l'episodi continental final, representat per les formacions fluvials-al·luvials, que de proximal a distal són: Berga i Montserrat (ambdues conglomerats), Solsona (gresos de gra gros), Artés (gresos de gra mitjà i lutites), Súria (gresos de gra fi i lutites), Barbastre (guixos) i Castelltallat (calcàries). Aquests episodis estan clarament diferenciats en els estrats del centre de la conca, però al seu marge no és tant evident doncs sempre s'hi sedimentaren graves que han donat els conglomerats de Montserrat i de Berga al S i N, respectivament.

## El Mesozoic
El Mesozoic és dividit en tres períodes. Triàsic, Juràssic i Cretaci. El Cretaci es subdivideix en dues èpoques: superior (més recent) i inferior, mentre que Juràssic i Triàsic es subdivideixen en tres èpoques. superior, mitjà i inferior. En el temps, se situa entre fa 248 i 65 milions d'anys. A la darreria del Paleozoic, gairebé la meitat de la superfície terrestre estava formada per una única placa de tipus continental anomenada Pangea, que es trencà ben aviat amb la formació de i separació de noves plaques. Aquesta ruptura continuà durant el Triàsic, encara que en aquest període no hi hagué gaires transformacions geològiques.

### Cretaci
Al llarg del Cretaci inferior, l'obertura de l'Oceà Atlàntic es va endinsar cap al nord produint la separació definitiva de la Placa Nord-americana de la Ibèrica i l'Europea. A finals del Cretaci inferior, fa 100 Ma, la Placa Ibèrica era completament individualitzada de les plaques circumdants, limitada per grans zones de falla de salt en direcció. El límit septentrional se situava al solc pirinenc, allà on la separació d'Ibèria i Europa havia provocat l'obertura del Golf de Biscaia. Cap a l'est. es produïa la formació d'un seguit de conques estretes relativament profundes que eren connectades i que s'estenien cap a les àrees orientals de l'actual zona pirinenca.
La separació entre Ibèria i Europa al llarg d'aquesta zona va ser més gran a l'oest que a l'est, afegint un moviment de rotació, en sentit antihorari, al desplaçament de la Placa Ibèrica. Pel sud, el marge de la Placa Ibèrica era l'actual falla transformant de les Illes dels Açores-Gibraltar. Per l'est, una altra zona de falla connectava la dels Açores-Gibraltar amb la zona alpina. L'expansió de la Dorsal Centratlàntica havia situat Ibèria uns 800 km a l'est de Terranova.

### Juràssic
La superfície emergida de la Placa Ibèrica havia augmentat considerablement des del Juràssic superior i incloïa gran part del Massís Ibèric. A les zones on havien emergit les antigues plataformes carbonàtiques juràssiques es desenvolupaven sistemes de cavernes i dolines sota un clima tropical que afavoria la formació de sòls bauxítics i laterítics.
A les costes que s'obrien a l'Oceà de Tetis i al Golf de Biscaia es desenvolupaven grans deltes amb extenses zones de maresmes que allotjaven una gran diversitat faunística i florística. A les plataformes continentals, fora de l'abast de la influència deltaica, es dipositaven carbonats i es desenvolupaven barreres d'esculls de rudistes i baixos de sorra, molts d'aquests formats per l'acumulació dels esquelets dels foraminífers d'aquella època: les orbitolines.
Als solcs marins més profunds, situats a les zones septentrional i occidental de l'àrea pirinenca i del Golf de Biscaia, s'hi dipositaven sediments clàstics que eren transportats per corrents de turbiditat des dels fronts dels deltes. En aquells oceans hi proliferaren els ammonits.
Cap a mitjan Cretaci superior, ara fa al voltant de 85 Ma, la Placa Africana inicià un moviment de rotació en sentit antihorari respecte de la Placa Europea tot desplaçant-se, alhora, cap al nord. Això va provocar el progressiu tancament d'una part de l'Oceà de Tetis.
La Placa Ibèrica, situada entre la Placa Africana i la Placa Europea, es veié empesa cap al nord, iniciant-se la convergència amb la Placa Europea i la conseqüent deformació dels marges contigus d'ambdues plaques.
A l'àrea pirinenca, la deformació es propagà des de les zones orientals cap a les occidentals, en un procés que culminaria, al cap de 50 milions d'anys, amb l'edificació dels Pirineus i de les cadenes alpines de l'interior de la península.
En aquells temps, l'àrea emergida del Massís Ibèric havia assolit una superfície propera a la de l'actual Península Ibèrica. A les desembocadures dels grans rius s'edificaven deltes, i a les àrees de la plataforma continental que quedaven fora de l'abast de les zones d'influència deltaica es dipositaven carbonats i margues i s'hi desenvolupaven esculls de rudistes i coralls. La deformació que patia la vora septentrional de la Placa Ibèrica provocava freqüents situacions d'inestabilitat en els sediments que es dipositaven en la plataforma continental. Una part d'aquells sediments eren transportats mitjançant corrents de turbidesa i colades de fang submarines fins als fons marins profunds del solc pirinenc.

### Triàsic–Juràssic (transició)

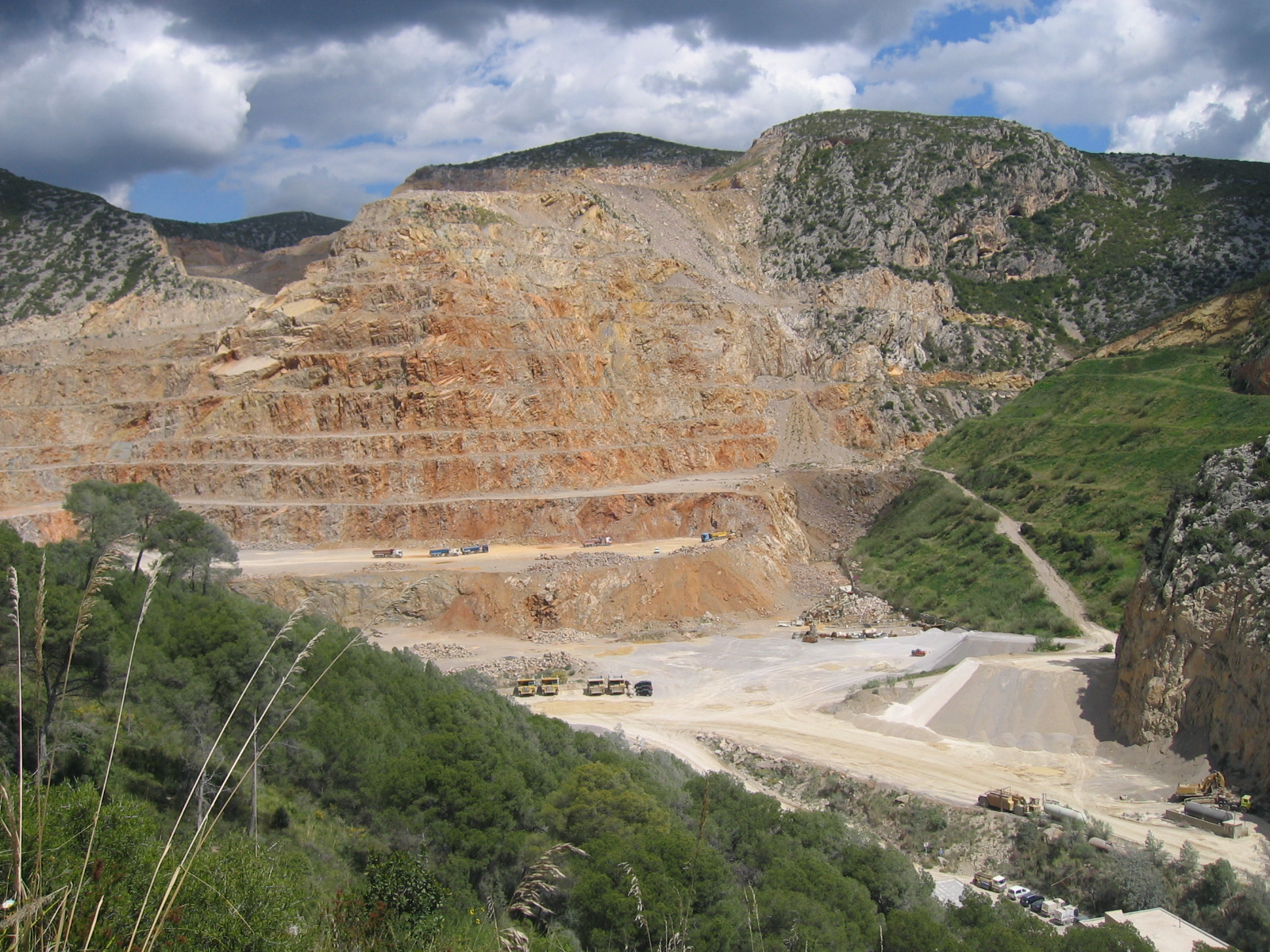
Pedrera al massís de Garraf. El Massís de Garraf es pot considerar una zona d’elevat valor científic per la diversitat de processos que hi han actuat i per la seva representativitat com a massís càrstic.

Algunes de les zones de fractura formades al Carbonífer i el Permià havien evolucionat i Pangea es va començar a fragmentar, iniciant-se el cicle Alpí. Durant el Triàsic, les àrees més deprimides de la futura Placa Ibèrica eren ocupades per extenses planes al·luvials. Cap a finals del Triàsic, després de l'inici de la fragmentació de Pangea, aquelles fractures inicials havien evolucionat fins a formar uns sistemes de grans falles que delimitaven depressions semblants a l'actual vall africana del Rift (rift, terme anglès: "esquerda o "obertura"). Una de les valls riftianes es localitzava al lloc de la futura àrea pirinenca, i l'altra, més important, més tard envaïda per la mar, a l'àrea ocupada actualment pel Sistema Bètic, la Mar d'Alborán i l'Estret de Gibraltar. Altres fractures similars s'obriren a l'interior de la Placa Ibèrica. Aquests sistemes de fractures afavorien l'ascensió de masses de roques volcàniques i subvolcàniques bàsiques.
En aquell moment, a la futura Península Ibèrica es destacaven dos massissos emergits: el Massís Ibèric (la futura Meseta) i el Massís de l'Ebre, avui desaparegut, el qual ocupava les actuals zones orientals de la Conca de l'Ebre, del vessant sud dels Pirineus i del Golf del Lleó. Ambdós massissos eren illes envoltades de vastes àrees entollades on s'hi dipositaven sals, guixos, argiles i carbonats en unes condicions climàtiques de gran aridesa. Entre el Massís Ibèric i el límit dels pantans triàsics s'obria una extensa plana desèrtica. Amb el decurs del temps, durant el Triàsic i sobretot durant el Juràssic, l'extensió de les vores de les fractures que limitaven les valls riftianes va progressar fins que es generà escorça oceànica, i es van crear i individualitzar noves plaques tectòniques. Era l'inici de l'obertura de l'Atlàntic central.

### Observacions geològiques del Mesozoic a Catalunya

##### Massís de Garraf
El Massís de Garraf s'aixeca entre la vall del Llobregat, la falla meridional de la depressió miocènica del Penedès i la mediterrània. Des del punt de vista estratigràfic enregistra molt bé els materials del Triàsic i els del Juràssic superior i Cretaci inferior. Es presenta com un enorme bloc de materials mesozoics que a grans trets estan disposats subtabularment i lleugerament basculats cap al SW. Aquesta disposició es complica per la existència d’una fracturació molt desenvolupada. El més rellevant, des del punt de vista estructural, és la existència de falles normals de baix angle i d’edat probablement miocènica. Aquestes falles donen lloc a casquets amb omissió de part de la sèrie sedimentària a l’hora que a la base es produeix una intensa bretxificació per mecanisme de cisalla fràgil. Cal destacar que el Massís de Garraf constitueix un excel·lent exemple de morfologia càrstica a nivell nacional i probablement a nivell internacional, ja que recull totes les formes típiques de la morfologia càrstica fòssil i un sistema de carst actiu profund, com és ara el de la Falconera.

##### Cadí–Moixeró
Les roques del triàsic superior al Parc Natural Cadí-Moixeró i el seu entorn són de l'anomenada fàcies Keuper, representades per argiles virolades amb intercalacions de guixos i cristalls bipiramidals de quars, translúcids o acolorits per òxids de ferro dipositades en antigues llacunes litorals, anomenats jacints de Compostela. L'edat aproximada d'aquestes roques és d'uns 210-220 milions d'anys. Aquestes roques argiloses i guixenques tenen una gran importància pel seu comportament plàstic i per la seva actuació com a lubricant en els desplaçaments dels mantells de corriment de tot el Prepirineu, incloent-hi les muntanyes del Parc natural. […] També són importants amb relació a les aigües subterrànies, al tractar-se de roques impermeables. Com que els massissos situats al damunt solen ser calcaris que desenvolupen aqüífers càrstics, per on l'aigua hi circula lliurement, en el moment que l'aigua arriba al límit amb el Keuper es veu obligada a sortir a la superfície formant fonts i surgències a la vora de les valls esmentades. La font de Torrentsenta, a Gósol, en seria un bon exemple.

##### Massís del Pedraforca
La principal característica del massís del Pedraforca és la seva complexitat geològica, de gran interès. En una zona de pocs quilòmetres quadrats, conflueixen, de dalt a baix, el mantell superior del Pedraforca, el mantell inferior del Pedraforca i el mantell del Cadí, testimonis de l’aixecament del Pirineu durant l’orogènia alpina. El mantell superior: El mantell superior consta d’una sèrie formada per materials del Keuper, el Juràssic, un gruix considerable de sediments del Cretaci inferior i alguns metres del Cretaci superior. Aquest paquet de roques està situat damunt del mantell inferior del Pedraforca format per materials del Keuper, el Juràssic i la sèrie completa del Cretaci superior-Paleocè (sèrie de Gresolet). Els plegaments d’aquests materials deriven de l’emplaçament del mantell superior, que també va produir un dipòsit de còdols calcaris que van acabar consolidant-se en els conglomerats de la Roca Roja i del coll de la Trapa.

## El Paleozoic

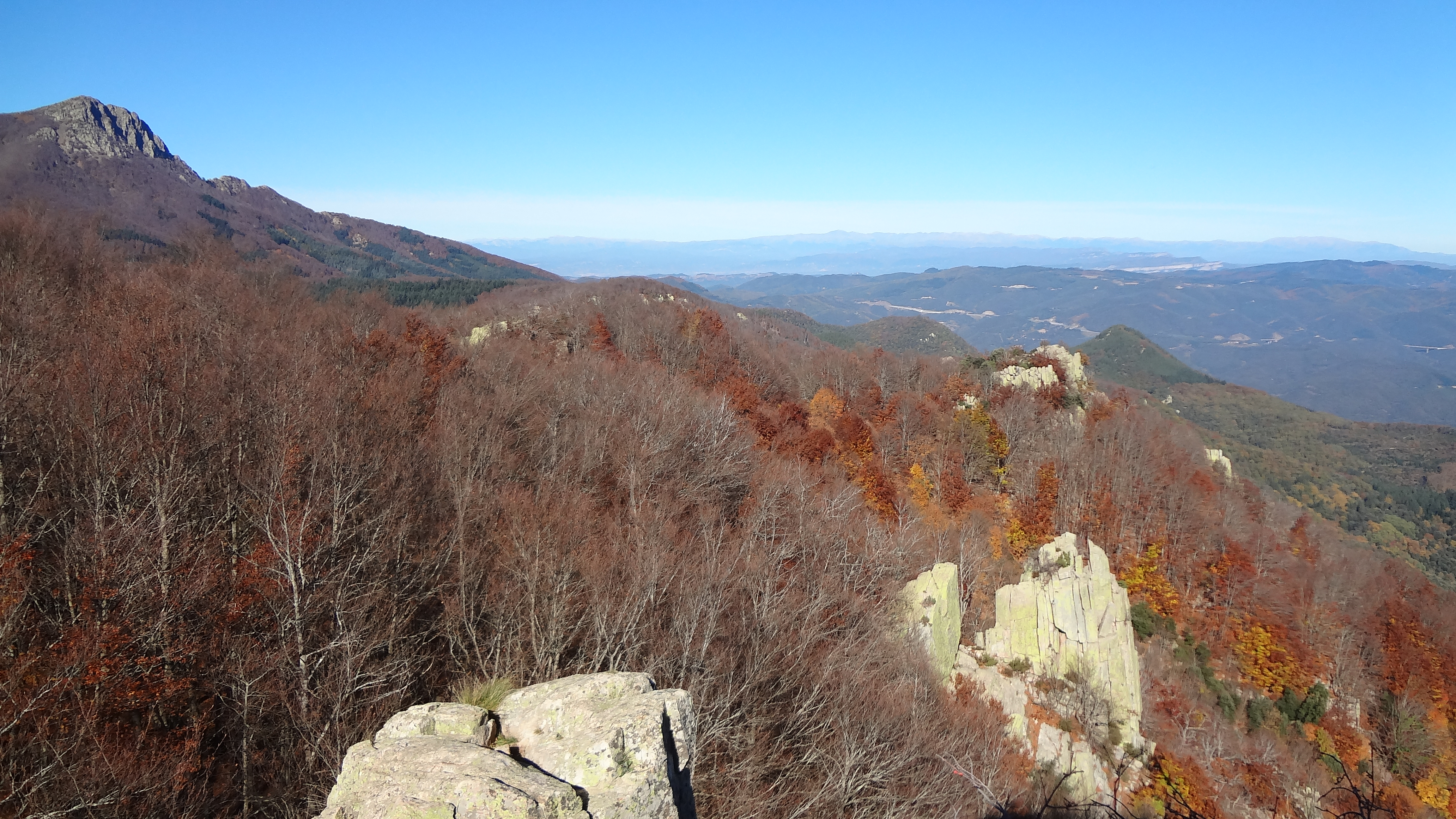
Vista de les Agudes des de l'esquei de Morou (Montseny), on sobresurten les roques ígnies (Paleozoic) posteriorment aixecades durant l'orogènia alpina.

El Paleozoic començà fa uns 590 milions d'anys. Comprèn els períodes: Permià, subdividit en les èpoques Loginpià, Guadalipià i Cisuralià; Carbonífer (subdividit en Pensilvanià i Mississipià als Estats Units); Devonià, Silurià, Ordovicià i Cambrià. Moltes roques de Catalunya es formaren durant els períodes Cambrià, Ordovicià, Silurià i Devonià. Són les roques que costiueixen el Pirineu axial i algunes serres dels sistemes costaners catalans, com les Gavarres, les Guilleries, El Montseny, el Montnegre i Collserola. En aquests períodes hi hagué llargs moments de sedimentació i s'hi dipositaren argiles, margues, calcàries, sorres i conglomerats.

### Carbonífer–Permià
Al final del Carbonífer i principis del Permià, fa uns 300 Ma, els relleus creats durant l'orogènia herciniana es trobaven sotmesos a una intensa erosió. Els sistemes de fractures generades en un context tectònic extensiu individualitzaren alts relleus estructurals i conques intramuntanyoses. A la zona que correspon actualment als Pirineus, l'activitat volcànica era notable. La vegetació, que des del Devonià havia començat a colonitzar els continents, era aleshores frondosa. En les zones pantanoses s'acumularen importants quantitats de restes vegetals, que en madurar es convertiren en carbó: d'aquí el nom d'aquest període. Cap a la fi del Permià, fa uns 250 Ma, grans àrees de Pangea havien quedat reduïdes per l'erosió a planes extenses, el que s'anomena "peneplanes". També, en aquest moment, tingué lloc la tercera gran extinció. El 95% de les espècies van desaparèixer, determinant el límit entre el Paleozoic i el Mesozoic.

### Carbonífer
Durant el Carbonífer les plaques fragmentades a l'inici del cicle Hercinià tornaren a convergir fins col·lisionar amb les restes de Gondwana, resultant un esdeveniment deformador major: l'orogènia herciniana o varisca. La zona era caracteritzada per estructures de plegament acompanyades de processos metamòrfics de gran abast i d'una forta activitat magmàtica intrusiva. Els sediments d'aquest estadi són detrítics marins (les fàcies culm), indicatiu de l'activitat tectònica i de l'erosió a les grans cadenes de muntanyes que s'anaven formant. Les restes de la serralada herciniana són encara avui ben visibles a tota l'Europa occidental, especialment a l'oest de la Península Ibèrica. A Catalunya n'afloren fragments més petits als Pirineus, a la Cadena Costera i al substrat de la Conca de l'Ebre. En finalitzar l'orogènia herciniana, ara fa uns 305 Ma, les masses continentals del planeta havien quedat unides formant un únic supercontinent anomenat Pangea, que en grec ("pan"-"geós") significa "tota la Terra". Pangea era envoltat per un oceà global, conegut com Pantalassa, que significa ‘totes les mars'. A la banda oriental de Pangea s'estenia un gran golf anomenat golf de Tetis. A grans trets, la futura Placa Ibèrica era en aquell moment situada a l'extrem occidental de Tetis i limitava al nord amb la futura Placa Europea, a l'oest amb la futura Placa Nord-americana i al sud amb la futura Placa Africana.

### Devonià-Carbonífer
Durant el Devonià i part del Carbonífer es dipositaren carbonats de plataforma marina soma, molt rics en fauna (cefalòpodes, trilobits, coralls, peixos i d'altres organismes), i també sediments propis de conca marina profunda, com les calcàries vermelles amb goniatits (les calcàries griotte) i els nivells d'acumulació de radiolaris.Alhora començà la colonització de les zones emergides per les primeres plantes i els primers amfibis. Cap a finals del Devonià s'esdevingué la segona gran extinció.

### Cambrià–Ordovicià
En el que seria la futura Placa Ibèrica, el registre sedimentari del Cambrià i l'Ordovicià és format majoritàriament per dipòsits siliciclàstics i carbonàtics de medis marins de plataforma o encara més profunds, en els quals visqueren els primers trilobits i es formaren colònies d'arqueociàtids. Una de les característiques del Cambrià és l'aparició de nombroses formes de vida, moltes d'elles amb components esquelètics, el que s'anomena la gran explosió de vida del Cambrià. A finals de l'Ordovicià s'esdevingué un període d'emersió, durant el qual se sedimentaren dipòsits detrítics i es registrà una intensa activitat volcànica. És a la fi d'aquest període que tingué lloc la primera gran extinció, en la qual desapareixerien el 85% de les espècies. El supercontinent Gondwana començà la seva fragmentació fa uns 480 Ma, ja durant el Paleozoic, marcant l'inici del cicle Hercinià. Amb el temps se separaren de Gondwana tres grans plaques continentals anomenades Sibèria, Laurència i Bàltica i altres fragments continentals més petits, com Avalònia, separats de la resta del supercontinent per l'Oceà Reic. Amb aquesta fragmentació tornaren les condicions marines, principalment en medis de plataforma, i durant el Silurià, les condicions ambientals foren molt particulars, amb dipòsits d'argiles negres,molt riques en matèria orgànica, indicatives de condicions marines euxíniques (anaeròbies i reductores). Els graptòlits i alguns cefalòpodes són els organismes característics d'aquest període.

### Observacions geològiques del Paleozoic a Catalunya

##### Serra del Cadí
Durant el període Permià, el darrer del Paleozoic, ara fa uns 260 milions d'anys quan tots els continents estaven acabant d'agrupar-se en l'anomenat supercontinent Pangea, a l'àrea del Parc natural l'ambient dominant era continental i el clima semi-desèrtic. En aquest entorn, l'antiga serralada herciniana es va erosionant i es produeix una sedimentació de materials detrítics, bàsicament argilosos, transportats pel vent i durant les crescudes dels torrents, i acumulats al peu dels vessants arrasats. […] En alguns punts apareixen testimonis de l'activitat volcànica en forma de dipòsits de cendres volcàniques intercalats entremig de les argiles vermelles. També hi podem trobar petits jaciments de minerals de coure, cobalt i urani. […] Tot aquest nivell de roques vermelles que veiem al voltant de la Traba i a coll de Laguen i coll de Creus, el podem seguir per la base del Cadí en direcció est fins al coll de l'Home Mort, prop de prat d'Aguiló. A l'est del Parc, també es pot observar entre el coll Roig d'Erols i la zona de Rus.

##### Encavalcaments, intrusions, afloraments i sèries al Parc Natural de l'Alt Pirineu
Des del punt de vista litològic, gairebé tota l'àrea del Parc Natural de l'Alt Pirineu està constituïda per una sèrie cambroordoviciana formada per l'alternança monòtona de gresos i limolites, amb algunes petites intercalacions de quarsites, conglomerats i roques d'origen volcànic. Sèries i nivells de marbres a la zona de Baiau, de litologia peculiar amb abundants nivells de carbonats, contrastant amb les litologies que l'envolten, que quals fonamentalment corresponen a fàcies siliciclàstiques. També hi trobem afloraments de roques vulcanoclàstiques que corresponen als episodis de magmatisme pre-Hercinià. […] Pertanyen a diverses edats, però principalment corresponen al Devonià i al Cambro-ordovicià, i estan constituïts de calcofil·lites i calcoesquists i, en menor proporció, calcàries.

##### Sòcol paleozoic al massís de Garraf
L'àrea del sòcol paleozoic aflora al extrem NE del Massís de Garraf. Aquests materials, encara que no han proporcionat fòssils determinables, poden ser atribuïts per afinitats litològiques a l'Ordovicià superior i al Silúric. Totes les roques paleozoiques han estat afectades per un metamorfisme regional a la facies dels esquists verds i per una deformació polifisica. L'estructura essencialment es resultat de la superposició de dues fases de deformació, com és normal a zones de baix grau de les Cadenes Costeres Catalanes. La fase principal de deformació va donar lloc a una foliació (slaty cleavage) bussant uns 50º al NE. Una fase de deformació posterior va originar una crenulació molt més irregularment distribuïda, tant en intensitat com en disposició en l'espai.

##### Afloraments dels conglomerats de l'Ordovicià superior del Pirineu
Entre la Molina i Toses, hi ha un dels millors afloraments dels conglomerats de l'Ordovicià superior del Pirineu. Es tracta d'uns conglomerats que estan situats de manera discordant damunt de la sèrie del Cambro-ordovicià, i als quals s'atribueix una edat caradociana (de -460 a -450 ma). Aquests conglomerats són els materials més moderns que afloren del vessant sud de la unitat Canigó-Carançà, i s'hi observen nombroses estructures de deformació que són degudes a l'orogènia herciniana, i diverses fractures produïdes durant l'orogènia alpina. […] El dipòsit és granodecreixent i les pelites de la part superior contenen les primeres restes fòssils de macrofauna del Pirineu. Els còdols són força angulosos, amb una mida màxima de 50 cm, i compostos bàsicament per quars, pissarres i quarsites. La seva potència és d'una quarantena de metres.